# Dãy Vértes
Dãy Vértes là dãy núi nằm phía tây bắc Hungary, nằm trong khu vực Trung du của vùng đất Transdanubia, giữa dãy Bakony và Gerecse. Dãy núi Vértes là một phần của Dãy núi Transdanubia.

## Địa lý
Vértes là dãy núi có diện tích lớn khoảng 314 km2 (121 dặm vuông Anh), dài khoảng 30 km và rộng 10–15 km. Độ cao trung bình trên mực nước biển là 350m; điểm cao nhất của Vértes là 487m (Đỉnh Nagy-Csákány), 480m (Đỉnh Körtvélyes) và 479m (Đỉnh Csóka-hegy). Về mặt địa chất, dãy núi Vértes tạo thành một cấu trúc khá đồng nhất. Đá bề mặt toàn bộ ngọn núi chủ yếu là dolomit (CaMg(CO3)2) từ kỷ Trias thượng. Tất cả các lớp đều là trầm tích biển cổ đại.
Dãy Vértes sở hữu một mạng lưới thung lũng rộng, rất ít sông. Thời gian chiếu sáng hàng năm vào khoảng 1950–2000giờ. Nhiệt độ trung bình hàng năm trên độ cao 350m là 8,5 °C (thấp nhất vào tháng Giêng, −3 °C). Lượng mưa trung bình hàng năm chỉ từ 600 đến 700milimét. Vào mùa đông, vùng đất này được bao phủ toàn bộ bởi tuyết trắng.

## Lịch sử
Theo một truyền thuyết được ghi lại trong các biên niên sử thời Trung cổ của người Hungary, dãy núi Vértes được đặt tên theo một sự kiện lịch sử: trong chiến dịch thất bại năm 1051–1052, quân Giéc-manh của Henry III, hoàng đế của Đế quốc La Mã phải rút lui, ông đã cho rải vũ khí khắp ngọn núi để giảm bớt trọng tải và có thể dễ dàng trốn thoát qua núi; do đó có tên Vértes (vért, tiếng Hungary có nghĩa là áo giáp).

## Một số hình ảnh

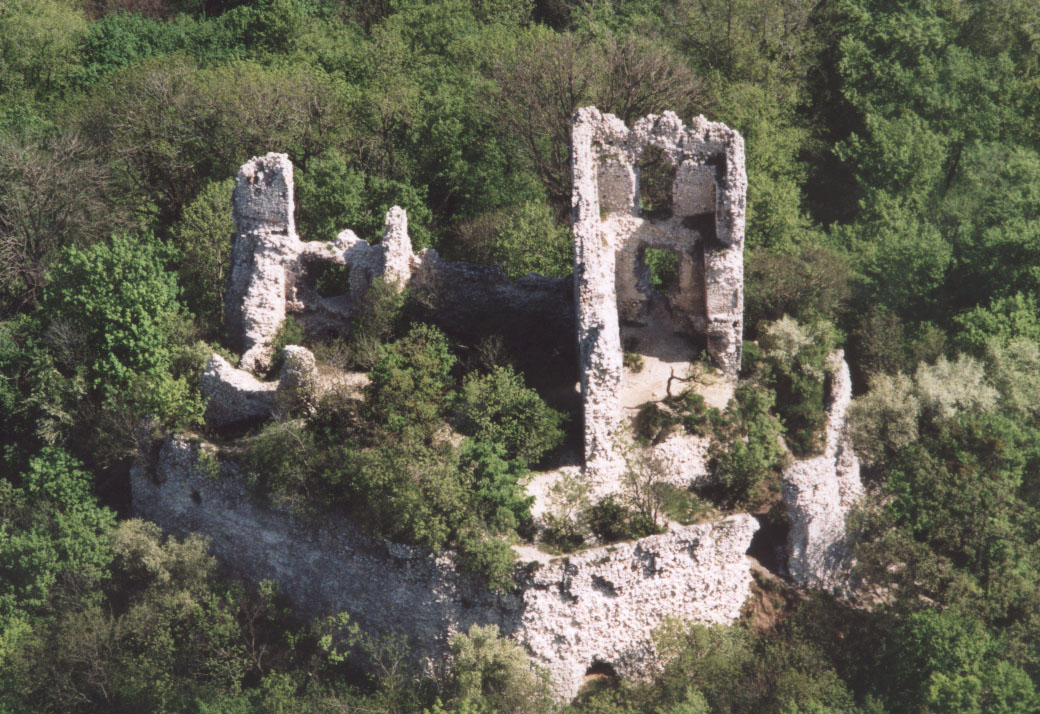
Lâu đài Vitány
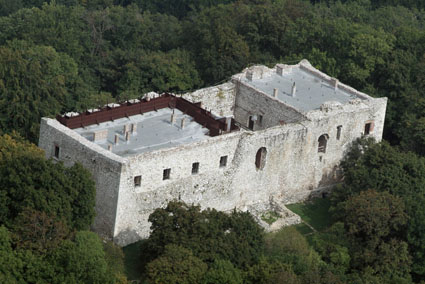
Lâu đài Várgesztes
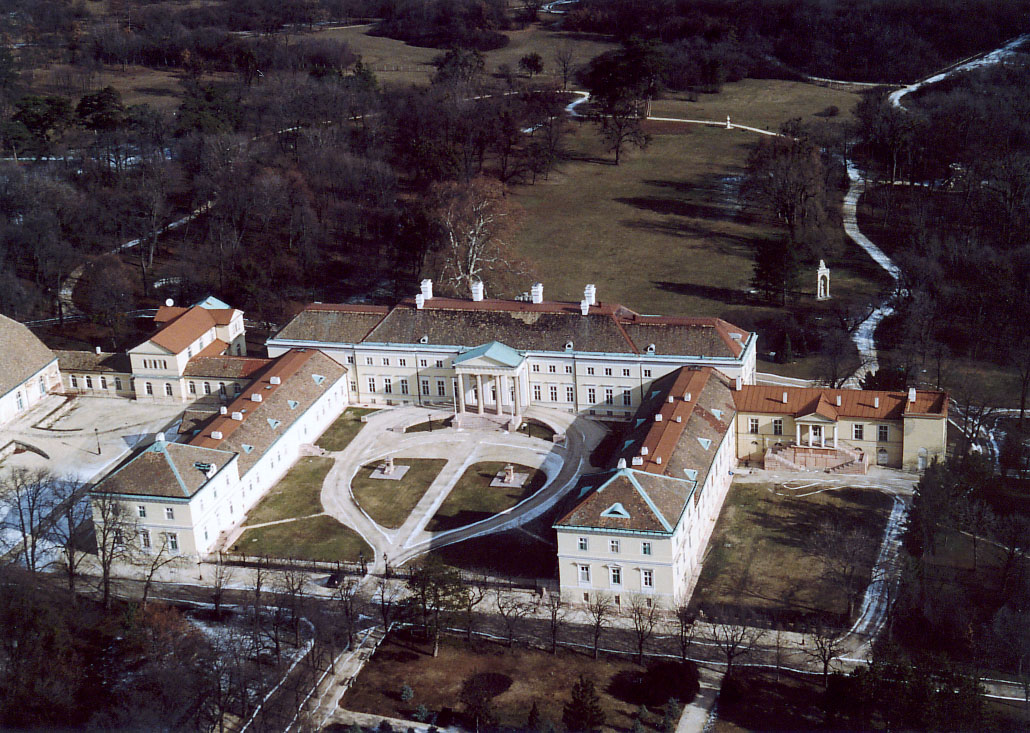
Csákvár
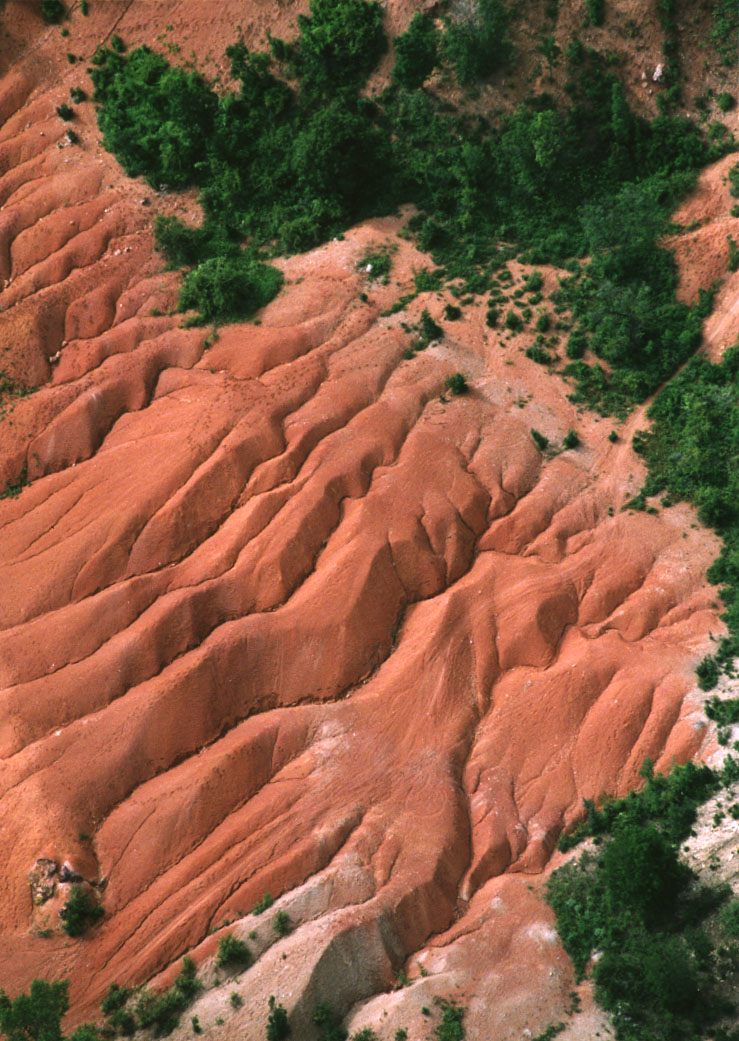
Gánt - mỏ bôxít
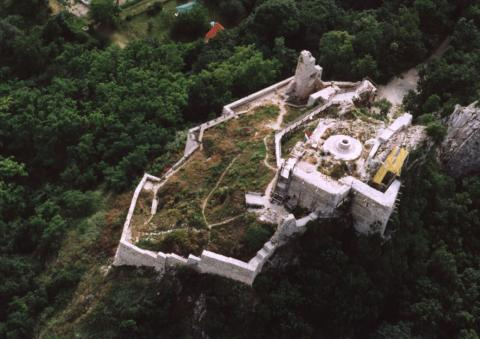
Csókakő